# Front Democràtic de Salvació Somali
El Front Democràtic de Salvació de Somàlia (somali: Jabhadda Diimuqraadiga Badbaadinta Soomaaliyeed) o SSDF, en anglès, és un partit polític de Somàlia implantat a la regió de Puntland. Està format majoritàriament per membres del clan majeerteen dels grup darod.

## Història

### Formació (1978-81)
El 9 d'abril de 1978 un grup d'oficials d'aquest clan dirigits pel coronel Muhammad Shaykh Osman va intentar un cop d'estat que va fracassar. Disset implicats foren detinguts i molts afusellats o empresonats de per vida o per molt de temps. Els que van poder escapar es van refugiar a Etiòpia. S'hi van unir al moribund Front d'Acció Democràtica Somali, (SODAF) i l'abril de 1979 es va formar el Front de Salvació Somali (sigles en anglès SSF) en què el principal dirigent era el coronel Abdullahi Yusuf Ahmed (1934-2012), l'oficial de més alta gradació dels que havien participat en el cop d'estat i s'havien escapat. La seva primera acció armada la va fer amb cinquanta homes, dels quals 39 van morir. Llavors la resta foren incorporats en l'exèrcit etíop per lluitar contra el Front d'Alliberament de Somàlia Occidental.
Fins que no va rebre un suport actiu de Líbia l'organització no va poder fer cap acció. Amb ajut de Líbia van organitzar atacs a través de la frontera. Siad Barre va respondre amb una forta repressió sobre ciutadans del clan dels majeerteen, i va destruir pobles sencers, activitats en les quals va destacar el general Muhammad Siad Hersi, àlies Morgan i gendre del dictador, tot i que era del mateix clan Majeerteen. Algunes dones majeerteen foren violades com a càstig col·lectiu a tot el clan.

### Fusions (1981-1986)
L'octubre de 1981 es va fusionar amb dos grups d'esquerra radical (amb base al Iemen del sud), el Partit dels Treballadors Somalis (PTS) i el Front Democràtic per l'Alliberament de Somàlia (FDAS, un front d'organitzacions en l'òrbita del Partit Comunista de Somàlia), que va originar el Front Democràtic de Salvació Somali (FDSS). Dels onze membres executius, set eren de l'antic FSS i van intentar imposar un partit basat en el clan per damunt d'una organització transversal de clans com volien la resta. La facció més esquerrana fou desactivada pels etíops, interessats en un joc estratègic de més abast. Tropes etíops van fer incursions a Somàlia disfressades com membres del FDSS, junt amb membres d'aquest grup (1982). Els Estats Units van ajudar Barre que va poder rebutjar els atacants, que van conservar dos districtes. Etiòpia va al·legar que eren al seu territori, el que el Front refusava d'acceptar. A Somàlia es van produir represàlies contra el clan majeerteen i a Cel-Habreg al Galguduud, el Front va actuar contra els marehans.
Tot això va provocar que una part de l'organització se sotmetés al general Siad Barre que també va fer servir incentius econòmics utilitzant els fons italians per a la construcció de projectes a la regió de Miguirtinia, per donar-los al dissidents. Yusuf volia una organització basada en el seu clan mentre els membres d'esquerres volien una organització revolucionaria i el primer va començar una purga d'esquerrans. Al maig, l'ètiop Mengistu Haile Mariam va ordonar un atac per desarmar les forces del SDDF. El combat va durar cinc dies i hi va haver molts morts i ferits. Uns mesos després, Yusuf fou arrestat pels etíops (1985) junt amb altres dirigents i entre les purgues, defeccions i detencions. El moviment va restar neutral la resta de la guerra (1984-1988). Mohamed Abshir Waldo fou nomenat com a president provisional.

### Conflictes interns (1986-1992)
Un congrés el 1986 va nomenar president Hassan Ali Mireh que va dimitir el 1988. Un etíop de Dire Dawa, Musa Islam, es va proclamar cap de l'organització mentre es preparava un nou congrés en el qual el general Mohamed Abshir Musa va assolir el control de l'organització (1989). Després de l'acord de pau entre Etiòpia i Somàlia, els etíops van retirar el suport al Front, li van negar armes i li van tancar la ràdio Halgan, que emetia des del 1981.
Quan Yusuf fou alliberat el 1991 va recuperar la direcció tantost, però el grup es va dividir en dos faccions, la de Yusuf i la de Abshir Musa, sense un trencament definitiu. Musa va conservar el càrrec de president i Yusuf era vicepresident. El secretari general era Mohammed Abshir Waldo.
Després del 1991 el Coronel Abdullahi Yusuf Ahmed i els membres de l'anomenat Grup del Manifest (general Mohamed Abshir Musa i el boqor Abdillahi Bogor Musse) es van enfrontar. Abshir Musa fou cap de la policia amb el darrer govern democràtic abans de 1969 però va dimitir per una disputa amb el govern i després del cop d'estat, Barre el va empresonar. A l'abril del 1992 ambdues faccions es van aliar en el si del govern interí d'Ali Mahdi del Congrés de la Somàlia Unificada, i també amb el Front Nacional Somali, lleial a Barre, i es van enfrontar a les milícies del general Muhammad Fara Hassan, àlies Aydid i a l'Aliança Nacional Somali.
El partit prengué el control de les províncies de Bari, Nugaal, i part de la regió de Mudug sota la direcció nominal del general Mohamed Abshir Musa, tant als territoris del subclan majeerteen dels darod com als dels subclans warsangeli i dhulbahante dels darod i altres subclans més petits com els hinjinleh, magdleh, turyer, yibir, i tomal. Com que els majeerteens, warsangelis, i dhulbahantes són tots descendents d'Harti (dins del grup darod, i eren descendents més propers entre ells que entre altres subclans con els ogadenis i els marehans) aquest conjunt fou conegut com els hartis.
Quan el Moviment Patriòtic Somali, basat en el grup darod i en els subclans ogadeni i harti (però d'una branca establerta a Mogadiscio i Kishimayu) es va escindir entre la facció majoritària ogadeni del coronel Omar Jess i la minoritària harti del general Aden Abdullahi Nur àlies Gabiyow aliada amb les forces del general Muhammad Siyad Hersi, àlies Morgan, que al seu torn s'estava separant del Front Nacional Somali on com a majeerteen (pertanyia per naixement al clan majeerteen però estava casat amb la filla de Barre, una marehan) havia perdut el control en favor dels marehan, el FDSS es va aliar amb Gabiyow i Morgan. Des que el 1992 va ocupar Bardeere, va buscar l'aliança amb el FDSS contra el senyor de la guerra Aydid.
Per un temps Musa va marxar a Aràbia Saudita, deixant el camí lliure a Yusuf

### Entrada al nou segle
EL FDSS es va enfrontar amb grups islamistes que es van apoderar d'algunes ciutats i llogarets temporalment però va reeixir expulsar-los cap a Somaliland on es van apoderar del port de Las Khoreh.
El 1998 el FDSS va establir l'estat autònom de Puntland junt amb el Partit Unit Somali (warsangeli i dhulbahante) i la Unió Nacional Democràtica Somali (aurtoble del grup darod, del Nugaal, i lelkaseh també del grup darod, de Galgaduud i Mudug. Yusuf fou el seu president excepte per un breu període (2001-2002)
El 10 d'octubre del 2004 Abdullahi Yusuf Ahmed fou nomenat president del Govern Federal de Transició i va deixar la presidència de Puntland on el seu partit romàn majoritari.